# Peter Dijkman
Peter Dijkman (ibland stavat Petter), född 1 oktober 1647 i Hedemora, död 2 februari 1717 i Stockholm, var en svensk arkeolog och häradshövding. 

## Biografi
Dijkmans fader Peter Engelbrechtsson (Svensson) Dijkman var organist och stadsskrivare i Hedemora; modern var Anna Lydertsdotter.
Dijkman disputerade 1672 i Uppsala under professor Petrus Aurivillius med De veterum philosophorum mediis cognoscendi naturalia. Efter disputationen verkar han mestadels ha ägnat sig åt lagfarenheten, emedan han, efter att en tid ha varit landssekreterare i Uppsala län, 1697 utnämndes till assessor i Göta hovrätt. Denna tjänst tillträdde han dock aldrig, utan nämnes redan följande året såsom häradshövding under Svea hovrätt.
Vid sidan av sina juridiska uppdrag studerade Dijkman arkeologi och reste omkring i landet för att eftersöka och avteckna gamla minnesmärken och handlingar. Att han vid forskningar, liksom hela hans samtid, leddes av Rudbecks förutsättningar, förringar visserligen värdet av hans skrifter. Förutom några handskrifter utgörs hans litterära kvarlåtenskap av Observationer om de fordna Svenskars och Göthers penninge-räknings beskaffenhet (1686), Antiquitates ecclesiasticæ eller gamla Svenska Kyrckihandlingar (1703), Om Sveriges tolf Carla-konungar (1708) samt Historiska Anmärkningar öfver och af en dehl Runstenar i Sverige (utgiven postumt 1723).